# Vilém Celjský
Vilém Celjský (německy Wilhelm von Cilli, 1361/1362? - 19. srpna 1392, Vídeň) byl hrabě z Celje.
Narodil se jako syn Oldřicha Celjského a Adély Ortenburské. Na jaře 1380 se za přispění uherského krále Ludvíka oženil s Annou, dcerou polského krále Kazimíra Velikého. Po smrti krále Ludvíka se společně s bratrancem Heřmanem stal straníkem Zikmunda Lucemburského. Roku 1392 se společně zúčastnili výpravy proti Turkům, jež se Vilémovi stala osudnou. Ve vojenském ležení onemocněl a zemřel při návratu domů ve Vídni. K poslednímu odpočinku byl uložen v minoritském kostele Panny Marie v Celje.
Jediná dcera Anna se stala polskou královnou.